# Biserica de lemn din Trei Sate

Biserica de lemn „Adormirea Maicii domnului” din Trei Sate, comuna Ghindari, județul Mureș, foto: august 2006.

Biserica de lemn „Adormirea Maicii domnului” din Trei Sate, comuna Ghindari, județul Mureș, foto: august 2006.

Biserica de lemn din Trei Sate, comuna Ghindari, județul Mureș are hramul „Adormirea Maicii Domnului”. A suferit modificări importante, atât în interior cât și la exterior. Nu se regăsește pe lista monumentelor istorice.

## Istoric și trăsături
Localitatea Trei Sate, parte componentă a comunei Ghindari, s-a format, după cum îi spune și numele, prin contopirea a trei vechi localități aflate foarte aproape una de cealaltă: Cioc (atestată documentar la 1332 cu denumirea de Chakafalua), Ștefănești (atestată documentar la 1332 cu denumirea de Sancto Stephano) și Hotești (atestată documentar la 1567 cu denumirea de Atosfalwa).
Cumulând datele oferite de Recensământul din 1857 pentru cele trei sate componente ale actualei localități Trei Sate, reiese că, dintr-un total de 1856 locuitori, 13 erau ortodocși și 59 greco-catolici, românii reprezentând astfel 3,87% din totalul populației. De menționat că, la 1760-1762, Conscripția lui Bucow înregistra un număr de 175 români. Asimilarea românilor în masa majoritară maghiară reiese din datele Recensământului din anul 1910, când, din cei 1641 de locuitori, doar 4 s-au declarat români, deși după religie erau înregistrați 22 greco-catolici și 2 ortodocși (confesiuni românești tradiționale).
Biserica ce poartă hramul „Adormirea Maicii Domnului” se situează pe amplasamentul care înainte vreme făcea parte din satul Cioc, și a fost construită la începutul secolului XVIII.
În anul 1876, sunt efectuate importante lucrări de modificare a bisericii prin înlocuirea bolților cu tavan drept, adăugarea prispei și a clopotniței, tencuirea pereților în interior și exterior, fapt ce a schimbat esențial aspectul bisericii. Se presupune că, tot la acea dată, acoperișul din șindrilă a fost înlocuit cu unul din țiglă.
Deoarece, în anul 2003, lăcașul de cult ajunsese într-o stare de degradare mult prea avansată, s-a hotărât reconstruirea bisericii, însă cu zidărie de cărămidă, păstrându-se totuși forma tipologică, dimensiunile, ușa și cele patru ferestre ale vechii biserici de lemn. Noul edificiu a fost sfințit în anul 2004, cu participarea Î.P.S. Andrei, Arhiepiscop al Alba Iuliei.